# (34072) 2000 OU58
2000 OU58 (asteroide 34072) é um asteroide da cintura principal. Possui uma excentricidade de 0.07038130 e uma inclinação de 1.99061º.
Este asteroide foi descoberto no dia 29 de julho de 2000 por LONEOS em Anderson Mesa.